# Laksefamilien
Laksefamilien (Salmonidae) udgør en familie af strålefinnede fisk og er den eneste nulevende familie i ordenen Salmoniformes. Familien inkluderer laks, ørred, rødding, helt og stalling, der samlet betegnes som salmonider. Familien er navngivet efter laks (salmon) i lakseslægten Salmo.
Salmonider har en relativt primitiv fremtoning blandt egentlige benfisk, med deres pelviske finne placeret langt bagude og en adipose finne (fedtfinne) bagest på ryggen. Det er slanke fisk med runde skæl og gaffelhalefinner. Deres munde har en enkelt række af skarpe tænder. De mindste arter er omkring 13 centimeter lange som voksne, men de fleste arter bliver væsentligt større og de største helt op til 2 meter lange.
Alle salmonider gyder i ferskvand, men i mange tilfælde tilbringer de det meste af deres liv i havet eller større søer. Det er rovfisk, som lever af små krebsdyr, vandinsekter og mindre fisk.

## Inddeling
Laksefamilien kan inddeles i tre underfamilier og omkring 10 slægter:
Orden Salmoniformes
- Familie: Salmonidae
  - Underfamilie: Coregoninae.
    - Coregonus – Helte (78 arter).
    - Prosopium – Runde helte (seks arter).
    - Stenodus – beloribitsa og nelma (en eller to arter).

  - Underfamilie: Thymallinae.
    - Thymallus – Stalling (13 arter).

  - Underfamilie: Salmoninae.
    - Brachymystax – lenoks (fire arter).
    - † Eosalmo (en art).
    - Hucho (fem arter).
    - Oncorhynchus – Stillehavs laks og ørred (12 arter).
    - Salmo (lakseslægten) – Atlantisk laks og ørred (47 arter).
    - Salvelinus – Rødding og ørred (51 arter).
    - Salvethymus – Langfinnet rødding (en art).